# Quem sabe?! (canção)
Quem Sabe?! é uma das primeiras e mais famosas modinhas do compositor brasileiro Antônio Carlos Gomes (mais conhecido como Carlos Gomes), com letra de Bittencourt Sampaio. Carlos Gomes a compôs em 1859, então com 23 anos. Nesse período, o Nacionalismo e o Romantismo estavam em alta no campo das artes. O Romantismo, em especial, influenciou a composição, já que tinha por características a melancolia e o pessimismo, que eram conhecidos como o "mal-do-século".
Na música "Quem Sabe?", há um verso, "da saudade agro tormento", que pode muito bem representar o pessimismo exacerbado que tomava conta das pessoas cultas, àquela época.
Foi gravada com sucesso por muitos intérpretes, tanto de formação erudita como populares, tais como Francisco Petrônio (com Dilermando Reis), Ely Camargo, Agnaldo Timóteo e Ney Matogrosso (com Arthur Moreira Lima). Em 1975, também fez parte da trilha sonora da novela "Senhora", da TV Globo .